# Charles Rowland Twidale
Charles Rowland Twidale (Lincolnshire, Reino Unido; 5 de abril de 1930) es un gemorfólogo australiano conocido por sus estudios de paisajes graníticos y desérticos. En 1976 fue presidente de la Royal Society of South Australia. En 1993 fue galardonado con la  Medalla Mueller (en honor a Ferdinand von Mueller) por la Australian and New Zealand Association for the Advancement of Science.